# Гринлоу, Лавиния
Лавиния Гринлоу (англ. Lavinia Greenlaw, 30 июля 1962, Лондон) — английская поэтесса, писательница, эссеист.

## Биография
Лавиния Гринлоу родилась в семье медиков и учёных. Изучала историю искусства, сотрудничала с книжными издательствами, работала в арт-бизнесе, с 1994 занимается исключительно литературой. Пишет для радио и телевидения, автор нескольких оперных либретто, эссе о литературе, живописи, музыке, газетный и журнальный рецензент. По её либретто написаны оперы Йена Уилсона «Хамельн» (2003) и «Минск» (2013), Ричарда Эйрза «Питер Пэн» (2013). Её поэтический аудиопроект Audio Obscura (2011) получил премию Теда Хьюза).

## Творчество

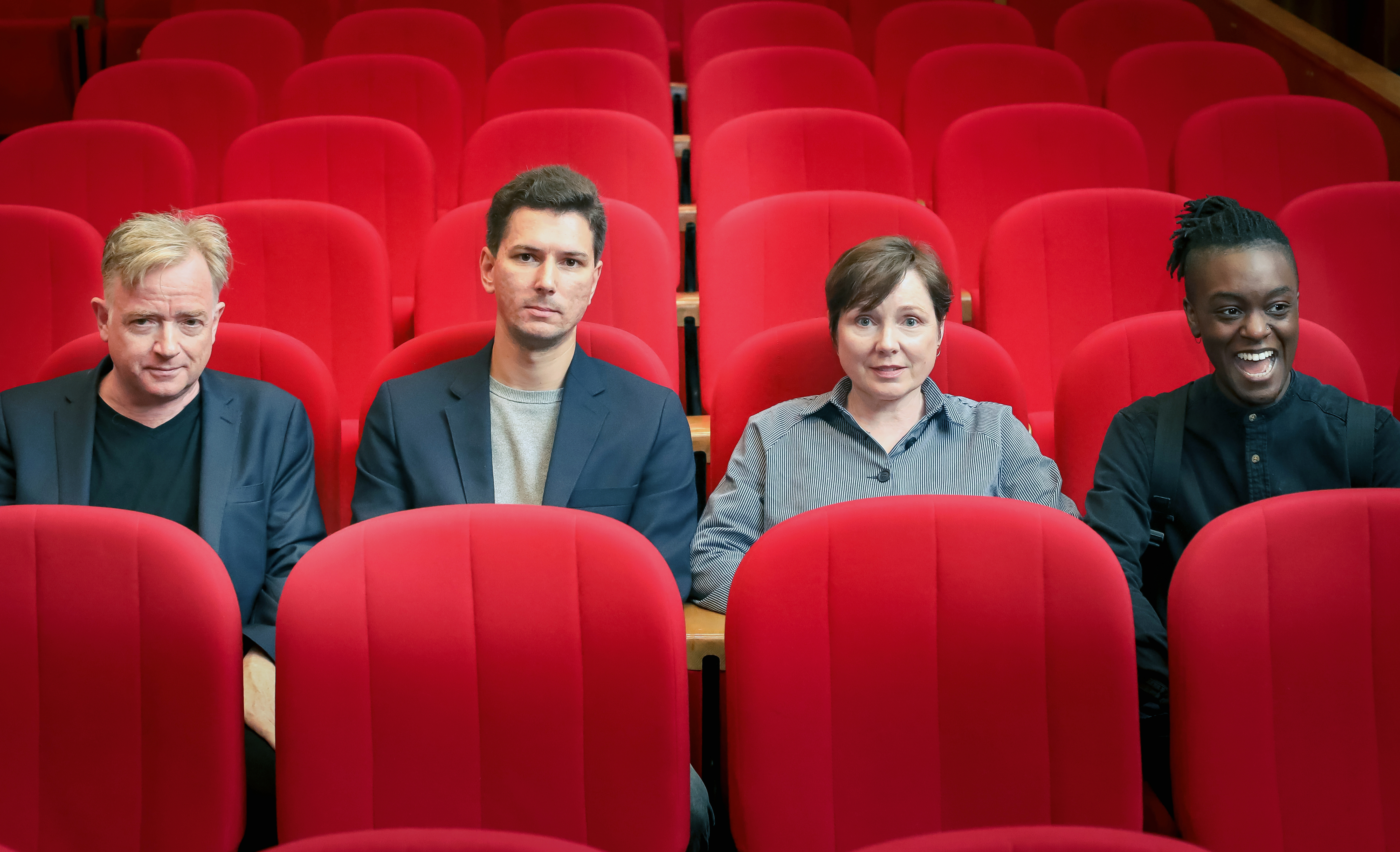
Вечер встреч с британскими писателями в Библиотеке иностранной литературы им. М. И. Рудомино. Глин Максвелл, Денис Безносов, Лавиния Гринлоу, Джей Бернард.

Критика[кто?] видит в лирике Гринлоу развитие линии Элизабет Бишоп с её взвешенно точным словом, богатством интонаций, объективным, как будто бы даже холодноватым взглядом автора или героя на себя и, вместе с тем, передачей чрезвычайной интенсивности переживаний этого дистанцированного субъекта, внешне, как правило, обыденных и незначительных. В этом смысле характерно, что средой лирики Гринлоу нередко выступает историческое прошлое, а персонажами её стихов становятся люди науки — изобретатель, исследователь, врач, профессионально подготовленные к отстранённому и внимательному самоописанию. Стихи Гринлоу переведены на русский, французский, немецкий, испанский, польский и венгерский языки.
На русский язык Анастасия Мальцева перевела два стихотворения:
- «Цена затерянности в космосе»
- «Любовь из чужого города»

## Произведения
- The Cost of Getting Lost in Space (1991)[9][10]
- Love from a Foreign City (1992)
- Night Photograph (1993, шорт-лист премии за лучшую поэтическую книгу года, шортлист Уитбредовской премии)
- A World Where News Travelled Slowly (1997, премия за лучшее стихотворение года, заглавное в книге)
- Mary George of Allnorthover (2001, роман о сельской Англии 1970-х годов, переизд. 2002, переведен на французский, немецкий, нидерландский языки, премия за лучший дебютный роман во Франции)
- Minsk (2003, шорт-лист премии Элиота, Уитбредовской премии)
- Thoughts of a Night Sea (2003, фотографии Гэрри Фабиана Миллера)
- An Irresponsible Age (2006, роман о 1990-х годах)
- Signs and humours: the poetry of medicine (2007, антология «медицинских» тем в поэзии)
- The Importance of Music to Girls (2007, автобиографические очерки)
- The Casual Perfect (2011)
- Questions of Travel: William Morris in Iceland (2011)